# Coron, Maine-et-Loire

Coron este o comună în departamentul Maine-et-Loire, Franța. În 2009 avea o populație de 1,539 de locuitori.